# Ramon Solsona Sancho
Ramon Solsona Sancho (Barcelona, 2 de julio de 1950) es un escritor, periodista y publicista español.

## Biografía
Licenciado en Filología Románica y profesor de instituto en excedencia, destaca por su estilo irónico y por las numerosas colaboraciones con medios de prensa escrita (Avui, Diario de Barcelona) y de radio (Catalunya Ràdio). Actualmente es colaborador en el programa de radio El món a RAC 1, de la emisora Rac 1, en la sección "La palabra del día". También ha sido poeta (satírico) con el seudónimo Lo Gaiter del Besòs. Su novela Las horas detenidas conquistó tres premios literarios el mismo año y fue traducido al español. Para la televisión, ha trabajado como guionista para las series Agència de viatges y Estació d'enllaç, emitidas por TV3.

## Obra

### Narrativa breve
- 1991 Llibreta de vacances
- 2006 Cementiri de butxaca

### Novelas
- 1989 Figures de calidoscopi
- 1993 Les hores detingudes
- 1998 DG
- 1999 No tornarem mai més
- 2001 El cor de la ciutat
- 2004 Línia blava
- 2011 L'home de la maleta
- 2016 Allò que va passar a Cardós

### Poesía
- 1989 Sac de gemecs

### No ficción
- 1995 Ull de bou
- 1995 Ull de vaca
- 2005 A paraules em convides

## Premios
- 1994, Premio Crítica Serra d'Or de novela por Les hores detingudes
- 1994, Premio Prudenci Bertrana de novela por Les hores detingudes
- 1994, Premio Lletra d'Or por Les hores detingudes.
- 2010, Premio Sant Jordi de Novela por L'home de la maleta.